# Vi Đức Thọ
Vi Đức Thọ (sinh ngày 22 tháng 11 năm 1976, người Thái) là chính trị gia nước Cộng hòa xã hội chủ nghĩa Việt Nam. Ông hiện là Ủy viên Ban Thường vụ Tỉnh ủy Sơn La, Bí thư Đảng đoàn, Chủ tịch Ủy ban Mặt trận Tổ quốc Việt Nam tỉnh Sơn La, Đại biểu Quốc hội khóa XV từ Sơn La, Ủy viên Ủy ban Xã hội của Quốc hội. Ông từng là Bí thư Huyện ủy Sông Mã, tỉnh Sơn La.
Vi Đức Thọ là đảng viên Đảng Cộng sản Việt Nam, học vị Cử nhân Kinh tế xây dựng, Thạc sĩ Quản lý dự án xây dựng, Cao cấp lý luận chính trị. Ông có sự nghiệp đều công tác ở quê nhà Sơn La.

## Xuất thân và giáo dục
Vi Đức Thọ sinh ngày 22 tháng 11 năm 1976 tại xã Mường Bon, huyện Mai Sơn, tỉnh Sơn La, quê quán ở xã Tú Nang, huyện Yên Châu. Ông là người dân tộc Thái, lớn lên và tốt nghiệp phổ thông ở Mai Sơn, thi đỗ Trường Đại học Xây dựng Hà Nội vào năm 1995, đến thủ đô nhập học rồi tốt nghiệp Cử nhân chuyên ngành Kinh tế xây dựng. Từ ngày 19 tháng 9 năm 2011 đến ngày 28 tháng 9 năm 2012, ông sang Anh theo học cao học ở Đại học Portsmouth, nhận bằng Thạc sĩ Quản lý dự án xây dựng. Ông được kết nạp Đảng Cộng sản Việt Nam vào ngày 2 tháng 6 năm 2006, trở thành đảng viên chính thức sau đó 1 năm, từng theo học các khóa chính trị ở Học viện Chính trị Quốc gia Hồ Chí Minh và có chứng chỉ Cao cấp lý luận chính trị. Hiện ông thường trú ở Tổ 7, thành phố Sơn La.

## Sự nghiệp
Tháng 4 năm 2002, sau khi hoàn thành quá trình học tập, Vi Đức Thọ được tuyển dụng công chức vào Ủy ban nhân dân tỉnh Sơn La, bổ nhiệm làm Chuyên viên Văn phòng Sở Xây dựng tỉnh. Ông công tác liên tục thời gian dài ở đây, lần lượt là Chuyên viên, Chuyên viên chính, Phó Chánh Văn phòng rồi Chánh Văn phòng Sở Xây dựng Sơn La. Tháng 9 năm 2012, sau khi trở về từ Anh, ông được bổ nhiệm làm Phó Giám đốc Sở Xây dựng Sơn La. Đến tháng 11 năm 2014, ông được điều về huyện Sông Mã, chỉ định vào Ban Thường vụ Huyện ủy, nhậm chức Phó Bí thư Huyện ủy, Chủ tịch Ủy ban nhân dân huyện. Tại Đại hội Đảng bộ tỉnh Sơn La lần thứ XIV, nhiệm kỳ 2015–2020, ông được bầu vào Ban Chấp hành Đảng bộ tỉnh, rồi sau đó được phân công làm Bí thư Huyện ủy huyện Sông Mã.
Vào ngày 7 tháng 5 năm 2019, Vi Đức Thọ được Tỉnh ủy giới thiệu, rồi được bầu làm Chủ tịch Ủy ban Mặt trận Tổ quốc Việt Nam tỉnh Sơn La, Bí thư Đảng đoàn. Sau đó, ngày 26 tháng 8 cùng năm, ông được bầu bổ sung vào Ban Thường vụ Tỉnh ủy Sơn La, tiếp tục tái đắc cử Thường vụ Tỉnh ủy tại Đại hội Đảng bộ tỉnh Sơn La lần thứ XV, nhiệm kỳ 2020–2025. Năm 2021, ông ứng cử đại biểu quốc hội từ Sơn La, bầu cử ở đơn vị bầu cử số 3 gồm huyện Vân Hồ, Mộc Châu, Phù Yên, Bắc Yên, rồi trúng cử Đại biểu Quốc hội khóa XV với tỷ lệ 83,56%. Trong nhiệm kỳ này, ông được phân công làm Ủy viên Ủy ban Xã hội của Quốc hội.